# Cinnycerthia peruana
Cinnycerthia peruana là một loài chim trong họ Troglodytidae.